# Muzeum Górnictwa Uzdrowiskowego w Świeradowie-Zdroju
Muzeum Górnictwa Uzdrowiskowego w Świeradowie-Zdroju – muzeum, znajdujące się w Świeradowie-Zdroju. Placówka powstała z inicjatywy Uzdrowiska Świeradów-Czerniawa - Grupa PGU, a jej siedziba są piwnice zabytkowego Domu Zdrojowego.
Muzeum zostało otwarte we wrześniu 2014 roku, w 260 rocznicę pierwszego ocembrowania źródeł „górnych” świeradowskich wód mineralnych. W ramach ekspozycji prezentowana jest historia ich wydobycia oraz samego uzdrowiska.
Placówka jest obiektem całorocznym, czynnym codziennie. Wstęp jest płatny.